# Біссенек Микола Якович
Микола Якович Біссенек (1906, Єкабпілський район, тепер Латвія — 10 червня 1981, місто Рига, тепер Латвія) — латвійський радянський державний і комуністичний діяч, 1-й секретар Ризького міського комітету КП(б) Латвії, секретар ЦК КП Латвії. Депутат Верховної Ради Латвійської РСР. Член ЦК Комуністичної партії Латвії.

## Життєпис
Народився в родині робітника. З 1920 року наймитував у заможних селян, працював ремонтним робітником на залізниці.
У 1924—1930 роках — на комсомольській та партійній роботі в районах Далекосхідного краю РРФСР.
Член ВКП(б) з 1927 року.
З 1932 року — на партійній роботі в Туркменській РСР, працював в апараті ЦК КП(б) Туркменії. У 1944—1947 роках — завідувач сектора радгоспів відділу тваринництва ЦК КП(б) Туркменії. У 1947 році переведений до Латвійської РСР.
У 1947—1949 роках — 1-й секретар Резекненського повітового комітету КП(б) Латвії.
У 1949—1951 роках — завідувач відділу партійних, профспілкових та комсомольських органів ЦК КП(б) Латвії.
У 1951 — травні 1952 року — 1-й секретар Ризького міського комітету КП(б) Латвії.
У травні 1952 — червні 1953 року — 1-й секретар Даугавпілського обласного комітету КП Латвії.
У червні 1953 — 1954 року — завідувач відділу партійних, профспілкових та комсомольських органів ЦК КП Латвії.
У 1954 — 27 січня 1960 року — секретар ЦК КП Латвії.
З 1956 по 1957 рік — слухач курсів перепідготовки при ЦК КПРС.
У 1960—1962 роках — начальник Головного управління у справах колгоспного будівництва при Раді міністрів Латвійської РСР.
З 1962 року — персональний пенсіонер союзного значення в місті Ризі. Продовжував трудову діяльність в Латвнаукпостачі та Інституті хімії деревини Академії наук Латвійської РСР.
Помер 10 червня 1981 року після тривалої хвороби в місті Ризі.

## Нагороди
- орден Леніна
- орден Трудового Червоного Прапора
- орден «Знак Пошани»
- медалі